# Aligarh
Aligarh (Hindi अलीगढ़, Urdu علی گڑھ, Alīgaṛh [ˈʌliːɡʌɽʰ]) ist eine Großstadt im nordindischen Bundesstaat Uttar Pradesh und Verwaltungssitz des gleichnamigen Distrikts Aligarh.

## Lage und Bevölkerung
Die Stadt befindet sich ca. 120 Kilometer südöstlich von Delhi in den Senken der Flüsse Ganges und Yamuna. Aligarh liegt auf einer Höhe von durchschnittlich 193 Metern und ist vor allem wegen seiner 1875 gegründeten Aligarh Muslim University bekannt.
Aligarh hatte beim Zensus 2011 etwa 870.000 Einwohner.

## Geschichte
Die Geschichte geht auf das 12. Jahrhundert zurück. 1803 wurde sie im Zweiten Marathenkrieg von den Briten besetzt.

## Verkehr
Die Fernstraße NH 91 (Grand Trunk Road) führt durch die Stadt. Mit dem Flughafen Aligarh gibt es einen kleinen Regionalflughafen.

## Persönlichkeiten

### Söhne und Töchter der Stadt
- Qurratulain Hyder (1927–2007), Schriftstellerin
- Anil Singhal (1943–2017), indisch-deutscher Arzt
- Akhtarul Wasey (* 1951), Direktor des Zakir-Hussain-Instituts für Islamwissenschaft an der Universität Jamia Millia Islamia
- Salman Khurshid (* 1953), Politiker des Indischen Nationalkongresses
- Omair Ahmad (* 1974), Politikberater, Journalist und Schriftsteller
- Vijay Shekhar Sharma (* 1978), Technologie-Unternehmer
- Piyush Chawla (* 1988), Cricketspieler
- Rinku Singh (* 1997), Cricketspieler